# Inzamam-ul-Haq
 (janvier 2011).
Si vous disposez d'ouvrages ou d'articles de référence ou si vous connaissez des sites web de qualité traitant du thème abordé ici, merci de compléter l'article en donnant les références utiles à sa vérifiabilité et en les liant à la section « Notes et références ».
Inzamam-ul-Haq, né le 3 mars 1970 à Multan, était un joueur de cricket de l'équipe du Pakistan, surnommé alors « Inzi Bhai ». Il a depuis pris sa retraite.
Inzamam-ul-Haq a fait ses débuts en 1991. En 1992, il participe à la Coupe du monde de cricket et il a un rôle majeur dans la victoire du Pakistan. Il a pris sa retraite à la Coupe du monde de cricket de 2007 où l'équipe du Pakistan a été éliminée au premier tour, Inzamam-ul-Haq étant le capitaine. Il est resté à trois points du record de points de Javed Miandad, détenteur du record de la personne qui a fait le plus de points dans l'équipe du Pakistan depuis sa création. Dans un tournoi qui se nomme Indian Cricket League, il était le capitaine de l'équipe de Lahore Badshahs, équipe composée exclusivement de joueurs pakistanais. Le successeur de Inzamam-ul-Haq fut Shoaib Malik. 

## Découverte
Inzamam-ul-Haq est découvert lors de la coupe du monde 1992, sa prestation ayant été remarquée. Il fut par la suite régulièrement sélectionné et produit de bons résultats, devenant donc un joueur indispensable pour l'équipe du Pakistan. Lorsqu'il est devenu capitaine, c'est tout son jeu qui a changé devenant ainsi le leader incontestable de l'équipe du Pakistan.

## Style
Inzamam était un joueur qui avait un style de jeu très destructeur et il était réputé pour bien jouer quand l'équipe du Pakistan n'était pas alors dans de très bonnes conditions. Souvent, il ramenait l'équipe du Pakistan dans de bonnes conditions. Il est aussi le deuxième joueur au monde qui a fait le plus de run out (40 fois).

## Confirmation
Inzamam a eu ses années de gloire en 2000, 2001 et 2002. Il a fait en 2002 le meilleur score de sa carrière, avec un score impressionnant de 329 contre l'équipe de Nouvelle-Zélande.

## Statistiques
Inzamam a fait 25 centuries en Test Match et dix en One-day International et il a aussi fait 46 half centuries en Test Match et 83 half centuries en One-day International.

## Scandales
Inzamam-ul-Haq a aussi été l'objet de scandales notamment dus à son fort tempérament. Ainsi, dans un stade canadien, Inzamam-Ul-Haq s'est emporté contre un supporter indien qui l'avait insulté. Inzamam-ul-Haq est monté dans les gradins pour se battre avec ce supporter qui l'avait qualifié de « pomme de terre ». La police canadienne a dû intervenir pour stopper cet incident.
En 2006, alors que le Pakistan jouait contre l'équipe d'Angleterre, les arbitres Darell Hair et Billy Doctrove ont dit à Inzamam qu'ils avaient trafiqué la balle et qu'à cause de cela l’Angleterre avait eu 5 points de plus et que la balle avait été changée. Au moment de reprendre, l'équipe du Pakistan a refusé de jouer le match. Celui-ci a d'abord a été déclaré comme étant nul, mais ensuite la décision a été changée et c'est l'Angleterre qui a été déclarée gagnante de ce match. Cet incident s'est déroulé au sein du stade The Oval en Angleterre.